# Mont Aiguille
Le mont Aiguille, localisé sur la commune de Chichilianne, est une dent avancée de la falaise orientale du massif du Vercors, à la limite du Trièves, au sud du département français de l'Isère en région Auvergne-Rhône-Alpes. Il est présenté dès le XIIIe siècle, par Gervais de Tilbury, comme l'une des sept merveilles du Dauphiné. L'alpinisme rocheux (sur roche calcaire) y est pratiqué, en particulier sur la face nord-ouest. Sa première ascension en 1492 est d'ailleurs considérée comme l'acte de naissance de l'alpinisme.
Il est entièrement compris dans le périmètre de la réserve naturelle nationale des hauts plateaux du Vercors. C'est un espace avec une réglementation spécifique, le bivouac y est par exemple interdit sur la pelouse sommitale depuis 2022.

## Toponymie
Au Moyen Âge, le mont Aiguille est baptisé en latin Mons inaccessibilis, ce qui signifie « mont Inaccessible ». Il est perçu par la population comme un énorme rocher extrêmement haut et inaccessible pour l'Homme.

## Géographie

### Géomorphologie

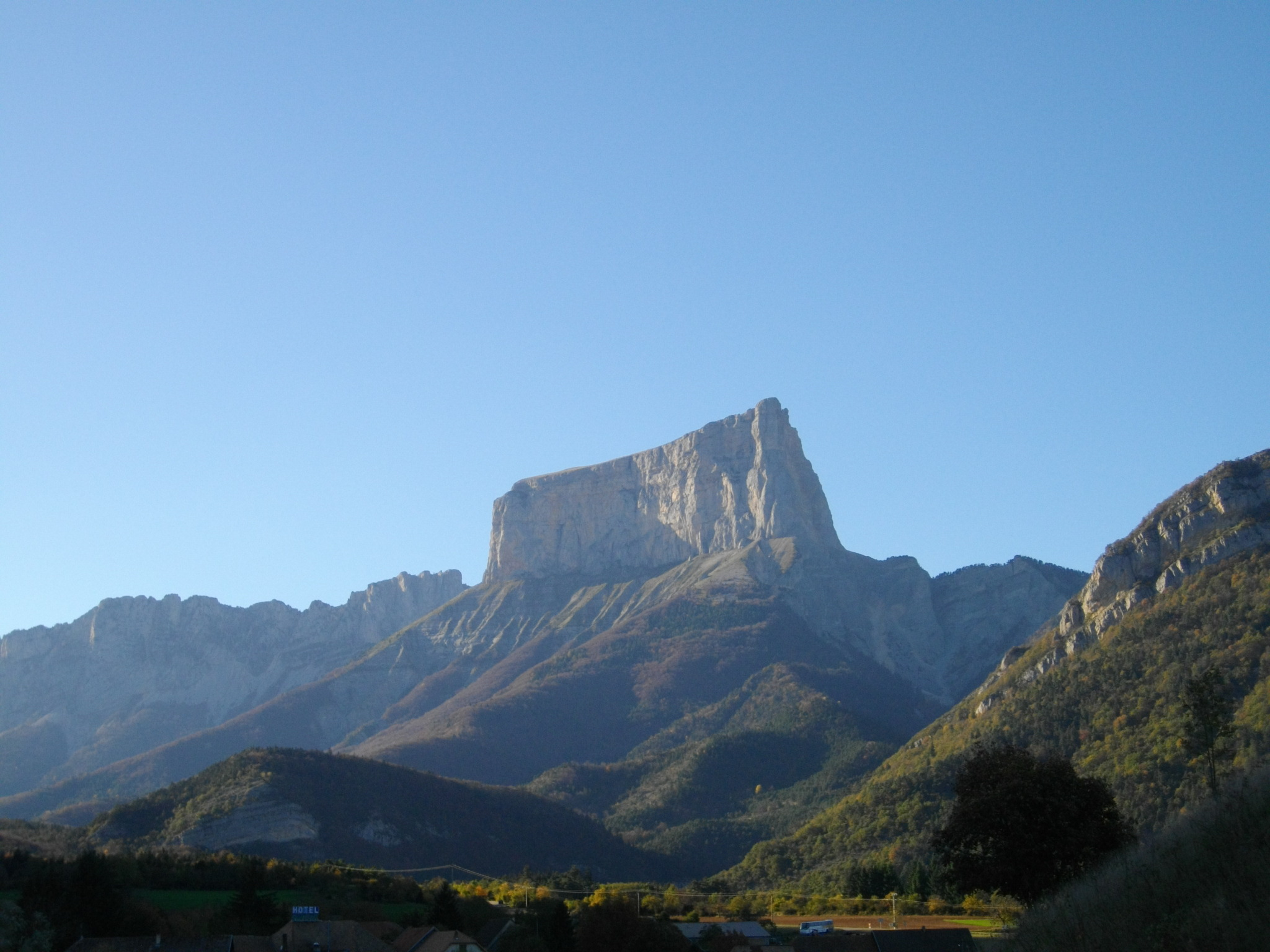
Le mont Aiguille et la forêt domaniale de Chichilianne depuis la RD 1075.

D'un point de vue géomorphologique, c'est une butte-témoin, c'est-à-dire une structure laissée par l'érosion, autour d'elle, du plateau dont elle faisait à l'origine partie. Le mont Aiguille doit à cela sa forme particulière : un bloc de falaises et une prairie sommitale, similaire aux alpages de l'ensemble du plateau du Vercors.

### Géologie

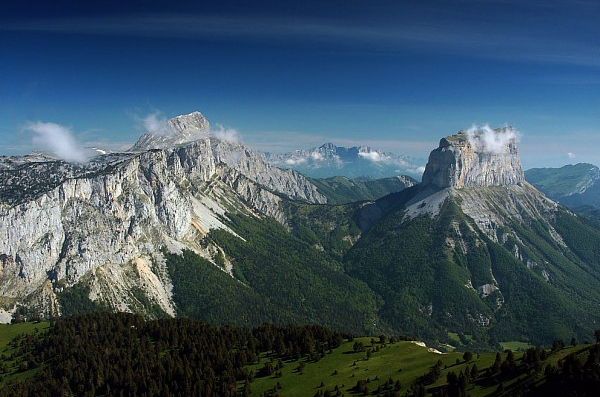
À droite de la photo le mont Aiguille, citadelle détachée des falaises du Vercors.

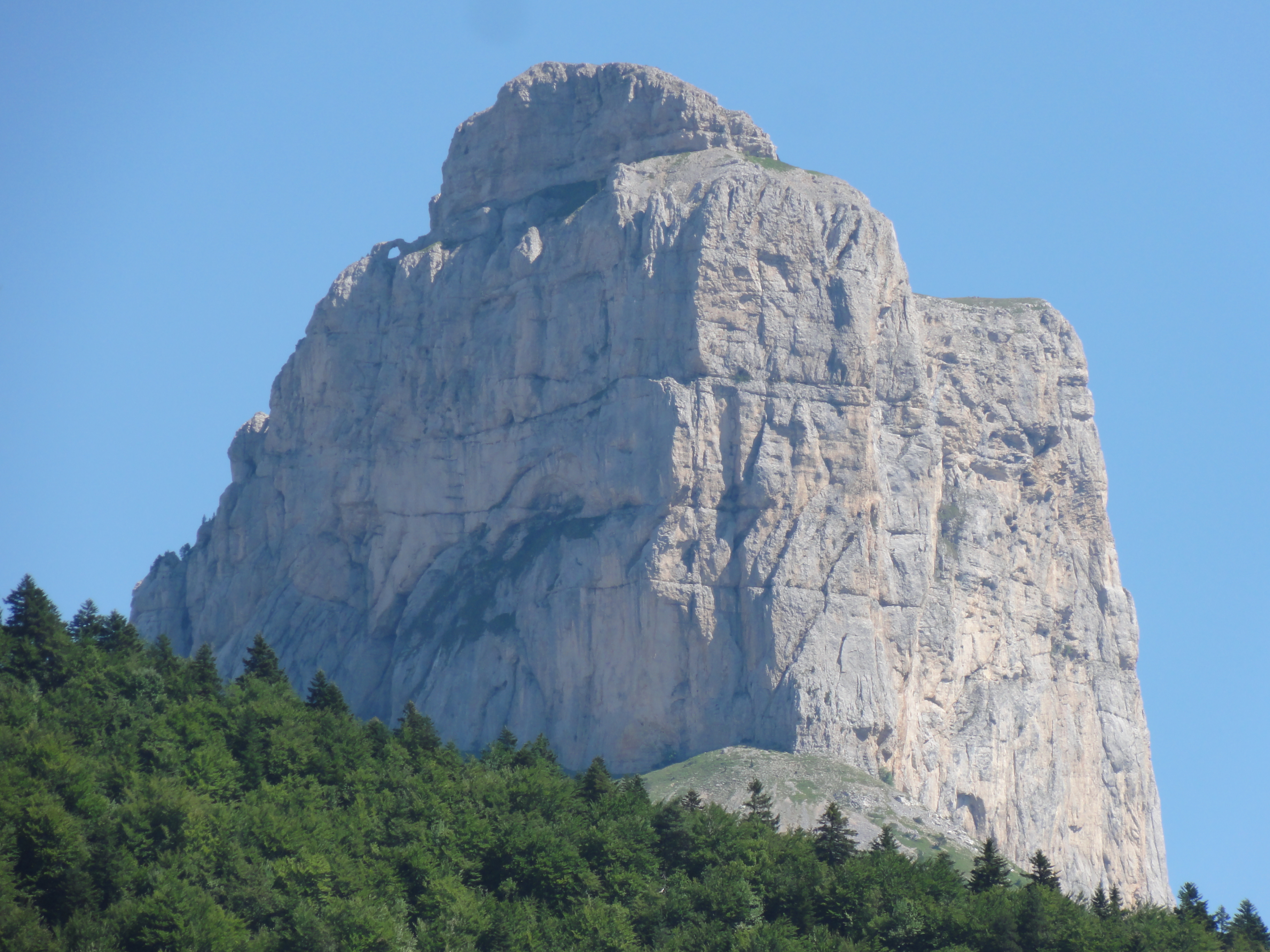
Mont Aiguille et son arche.

Le mont Aiguille est une écaille calcaire auparavant rattachée au reste du massif du Vercors. La base est constituée par un ensemble de calcaire tendre et de marnes surmonté par une muraille elle-même composée d'une épaisse série de calcaire plus rigide. Sa morphologie résulte de la différence de comportement des couches face à l'érosion.
Au cours de la formation des Alpes, les couches de calcaires, tapissant alors le fond de la Téthys, ont été soulevées, plissées et fracturées. Ces dernières ont favorisé le ruissellement qui a entamé une érosion importante de la base de l'aiguille (où les couches sont plus tendres) tandis que des pans entiers de la muraille s'effondraient sous l'effet du travail de sape auquel était soumise la base et par la karstification des couches calcaires. Les innombrables failles actives entre le mont Aiguille et le massif du Vercors puis le rabotage de flanc oriental du massif du Vercors par les glaciers au cours des différentes glaciations de l'ère Quaternaire ont permis son isolement actuel.

### Dimensions
- Altitude : 2 087 mètres
- Hauteur du dôme : 1 653 mètres - 1 837 mètres
- Hauteur du chicot :
  - Pilier sud-ouest : 250 mètres
  - Pilier nord-est : 350 mètres
- Longueur : 900 mètres
- Largeur maximale : 130 mètres

### Faune et flore
La faune présente est relativement peu diversifiée du fait de l'isolement de la zone sommitale. On y observe cependant quotidiennement des Bouquetins des Alpes. Des Campagnols des neiges y sont également présents, et ce sont les deux seules espèces de mammifères qui y sont connues.
Dans les airs, les Vautours fauves, Gypaètes barbus et Aigles royaux peuvent être observés assez facilement. Le Tichodrome échelette accompagne souvent les grimpeurs durant leur ascension.
La pelouse sommitale accueille parfois quelques Lagopèdes alpins, qui viennent probablement des hauts plateaux du Vercors.
La flore du mont Aiguille est sa principale richesse. Plus de 130 espèces de plantes ont été inventoriées à son sommet, et la composition de sa prairie est unique et fait l'objet d'un suivi réalisé par le Conservatoire botanique national alpin. Elle est composée de très nombreuses plantes à fleurs telles que le Lis de Saint-Bruno, le Lis martagon ou encore l'Orchis globuleux.
Les parois sont également très riches, et on peut y observer, entre autres, la Primevère oreille d'ours ou le saxifrage du Dauphiné.

## Histoire

### Exploits

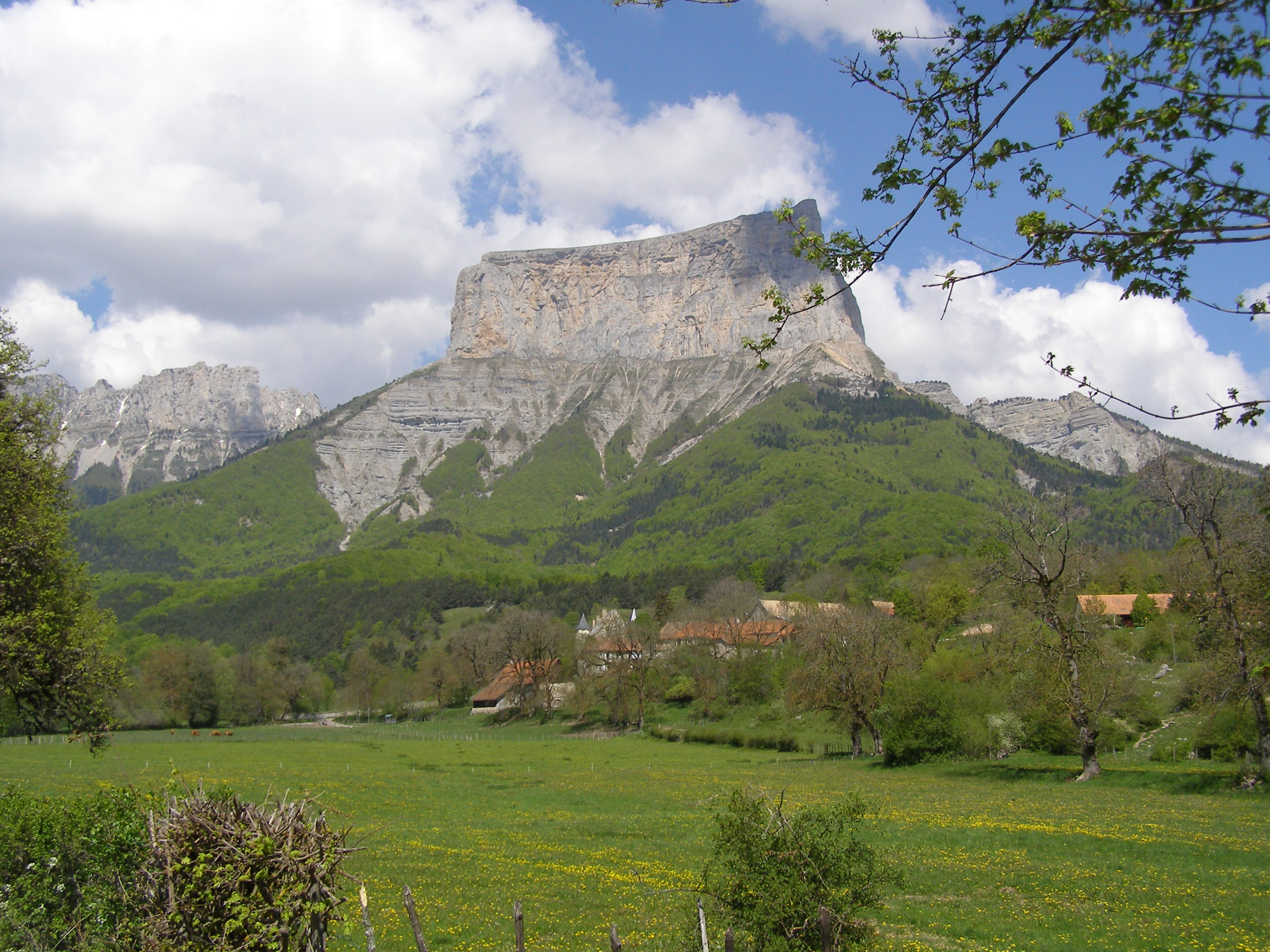
Le hameau de Ruthière au pied du mont Aiguille.

La première ascension du mont Aiguille est réalisée le 26 juin 1492 par Antoine de Ville, seigneur lorrain de Domjulien et Beaupré et capitaine du roi, accompagné, selon les sources, de sept hommes ou d'une vingtaine plus un notaire, sur ordre de Charles VIII, roi de France. Des échelles et des pitons ont été utilisés pour réaliser cet exploit, qui est généralement considéré comme l'acte de naissance de l'alpinisme. Jusqu'ici dénommé « mont Inaccessible », le mont est dès lors baptisé « Aiguille-Fort ». Ce n'est qu'en 1834 que le mont est gravi pour la deuxième fois par un berger de Trésanne ; des sept hommes qui tentent de renouveler l'exploit, il est le seul à venir à bout de l'ascension. En 1877, Édouard Rochat est le premier touriste au sommet,,. Membre du CAF, il met 1 h 35 pour gravir la voie normale, accompagné d'un certain Magadon et d'un jeune du pays.
Henri Giraud, chef pilote à l'Aéro-Club du Dauphiné et aviateur en montagne hors pair, fut le seul à jamais atterrir sur sa prairie sommitale, d’abord le 27 août 1957 avec un Piper Cub et le 22 mars 1960, sur skis, avec un Choucas Super Cub. Il réalisa par la suite de nombreux atterrissages avec passagers.
Pierre Tardivel et Rémy Lécluse ont descendu à skis le couloir de 120 m de la voie des tubulaires le 27 janvier 1992 à l'occasion du 500e anniversaire de la première ascension.

### Écrits et légendes

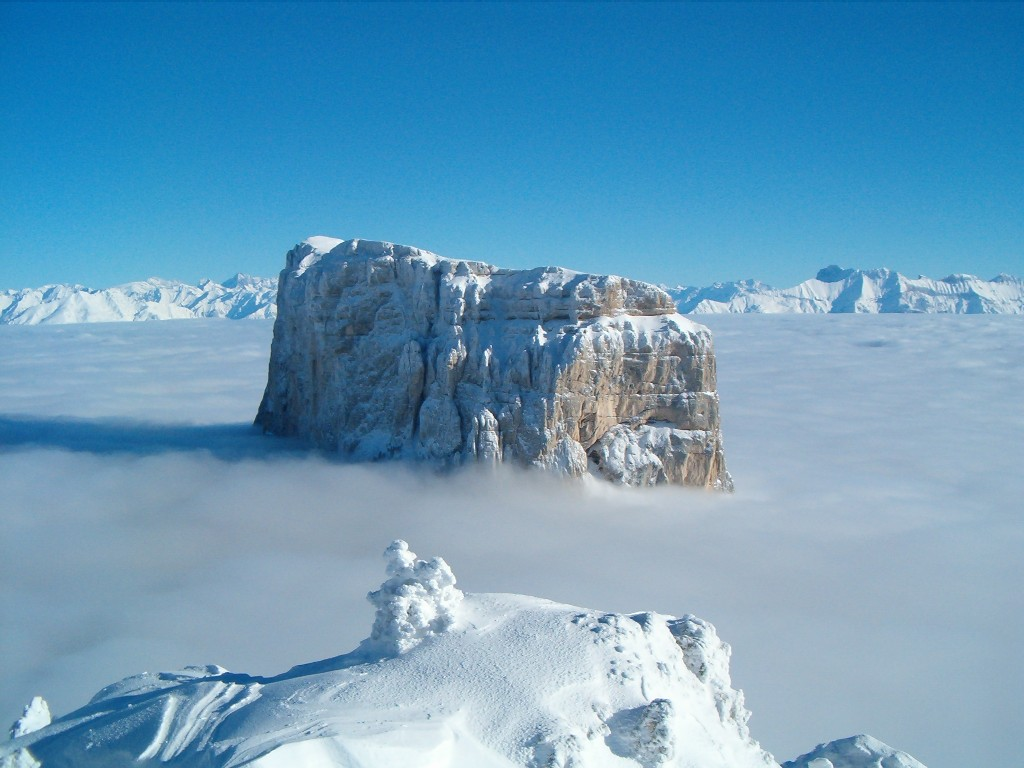
Vue du mont Aiguille au-dessus d'une mer de nuages.

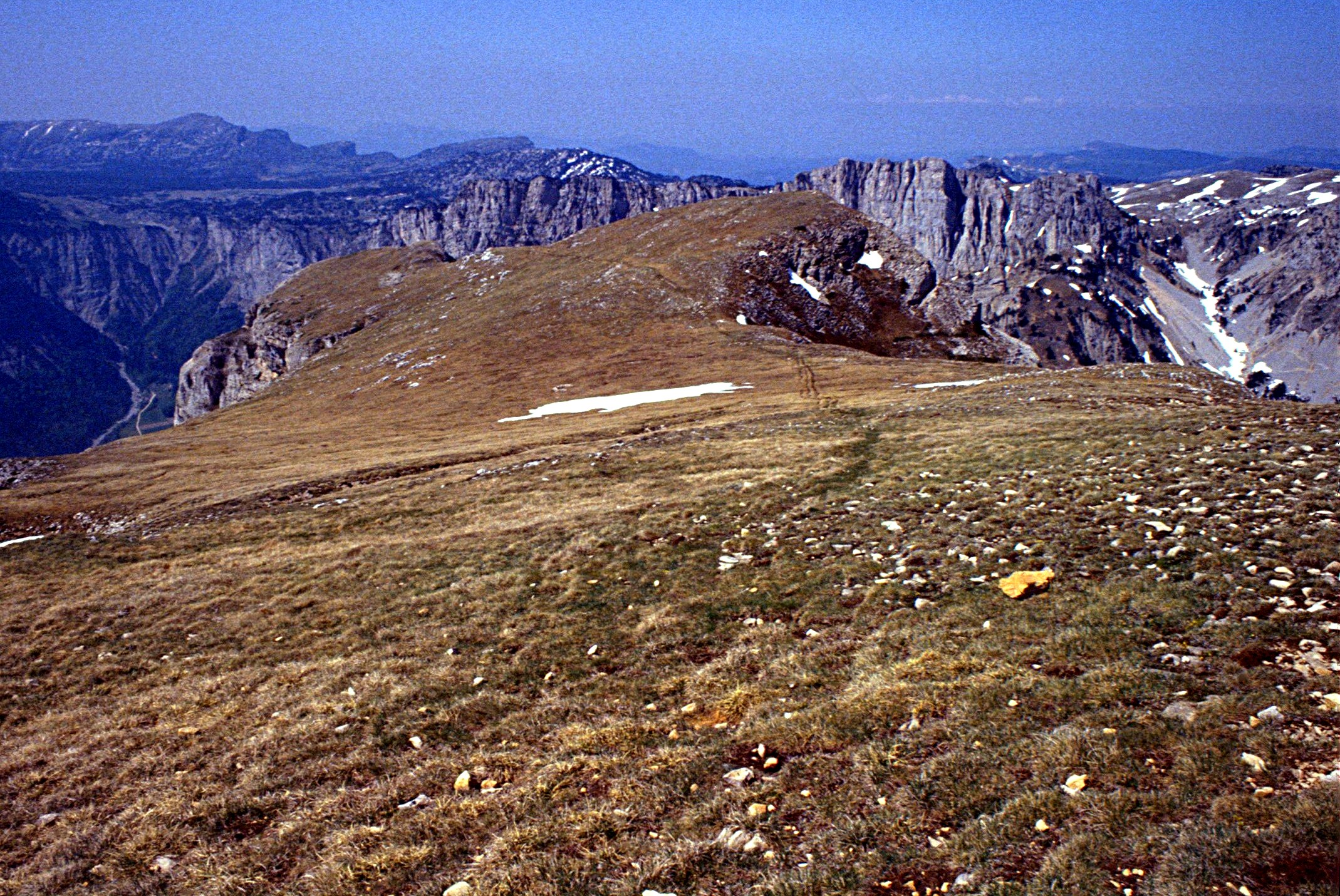
La prairie sommitale.

Les légendes qui se rapportent au mont Aiguille ont parfois retenu l’attention des princes. La plate-forme sommitale apparaissait en effet, dans bien des esprits, comme une sorte d’Eden, un territoire préservé du monde profane.
En 1211, Gervais de Tilbury, neveu du roi d'Angleterre Henri II, le décrit comme un mont inaccessible duquel choit une source transparente ; au sommet, de l’herbe verdoie et l’on y voit parfois des draps blancs, étendus pour sécher, selon l’usage des lavandières. Les lambeaux de neige qui subsistent au printemps sur la prairie sommitale et l'imagination du narrateur juché sur la cime du Grand Veymont suffisent pour accréditer la légende des lavandières du mont Aiguille.
Au Moyen Âge, le mont Aiguille, baptisé en latin Supereminet Invius qui signifie « il se dresse, inaccessible », est perçu comme un énorme rocher d'une hauteur prodigieuse. Les dessinateurs de l'époque le représentent sous la forme d'un champignon ou d'une pyramide renversée.
Sous l’Ancien Régime, il jouit d’une popularité supérieure à celle des géants des Alpes, ignorés du plus grand nombre.
Au XVIe siècle, Rabelais, dans Le Quart Livre, relate l'ascension faite par Antoine de Ville de ce qui était encore appelé le « mont Inaccessible » de façon quelque peu imaginaire, tant par la forme de la montagne que par le nom de l'alpiniste ou ce qu'il trouva au sommet : « Ainsi dict pource qu'il est en forme d'un potiron, et de toute memoire persone surmonter ne l'a peu, fors Doyac, lequel avecques engins mirificques y monta et au-dessus trouva un vieux bélier. C'estoit à diviner qui là transporté l'avait. Aucuns le dirent, estant jeune aignelet, par quelque aigle ou duc chaüant là ravy, s'estre entre les buissons saulvé. »
En 1656, Denys de Salvaing de Boissieu dans Septem miracula Delphinatus (Les sept merveilles du Dauphiné), relate que des déesses chassées du mont Olympe seraient venues se réfugier sur ce promontoire, qui faisait encore partie de la falaise orientale du Vercors. Elles furent surprises dans le plus simple appareil par le chasseur Ibicus. L'affaire provoqua le courroux de Jupiter qui changea le voyeur en bouquetin et sépara le mont sacré du reste du Vercors.

## Ascensions
Le mont Aiguille possède plusieurs voies d'ascension. Certaines sont très accessibles et constituent des courses d'initiation à l'alpinisme rocheux. Cependant, le rocher est un calcaire légèrement stratifié et l'instabilité de certains blocs peut rendre la montée dangereuse. Une marche d'approche jusqu'au col de l'Aupet (1 653 mètres) mène au pied du chicot.
- Face nord-ouest :
  - La Voie Normale Cotation : peu difficile (3c, 3b obligatoire)[10].
  - La Tour des Gémeaux Cotation : difficile (5c>5b)[11]
  - Autres voies Cotation : très difficile à extrêmement difficile
- Face nord-est :

Cette partie reste très instable bien qu'elle ait été équipée de voies jusque dans les années 1950. Son effondrement a même entrainé la croix sommitale. Itinéraire dangereux.
- Face sud-ouest :
  - Trois voies Cotation : TD (6a-6c).
- Face sud-est :
  - Voie du 29 mai : TD- (A1/5b)

## Panorama
- nord :
  - la chaîne de Belledonne,
  - les sommets de la Chartreuse,
  - le mont Blanc.
- est :
  - le cirque du Trièves,
  - la vallée de l'Ébron,

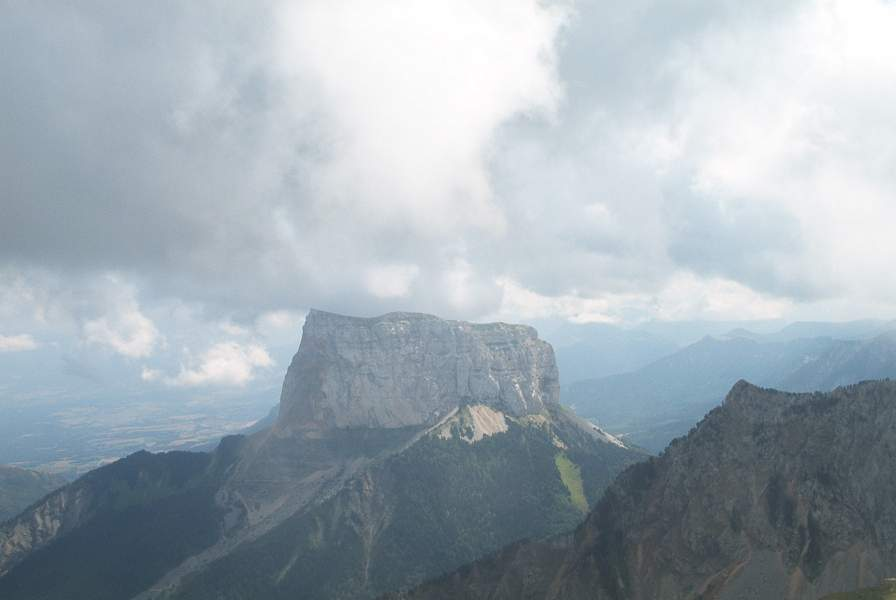
Vue depuis le haut des rochers du Parquet.

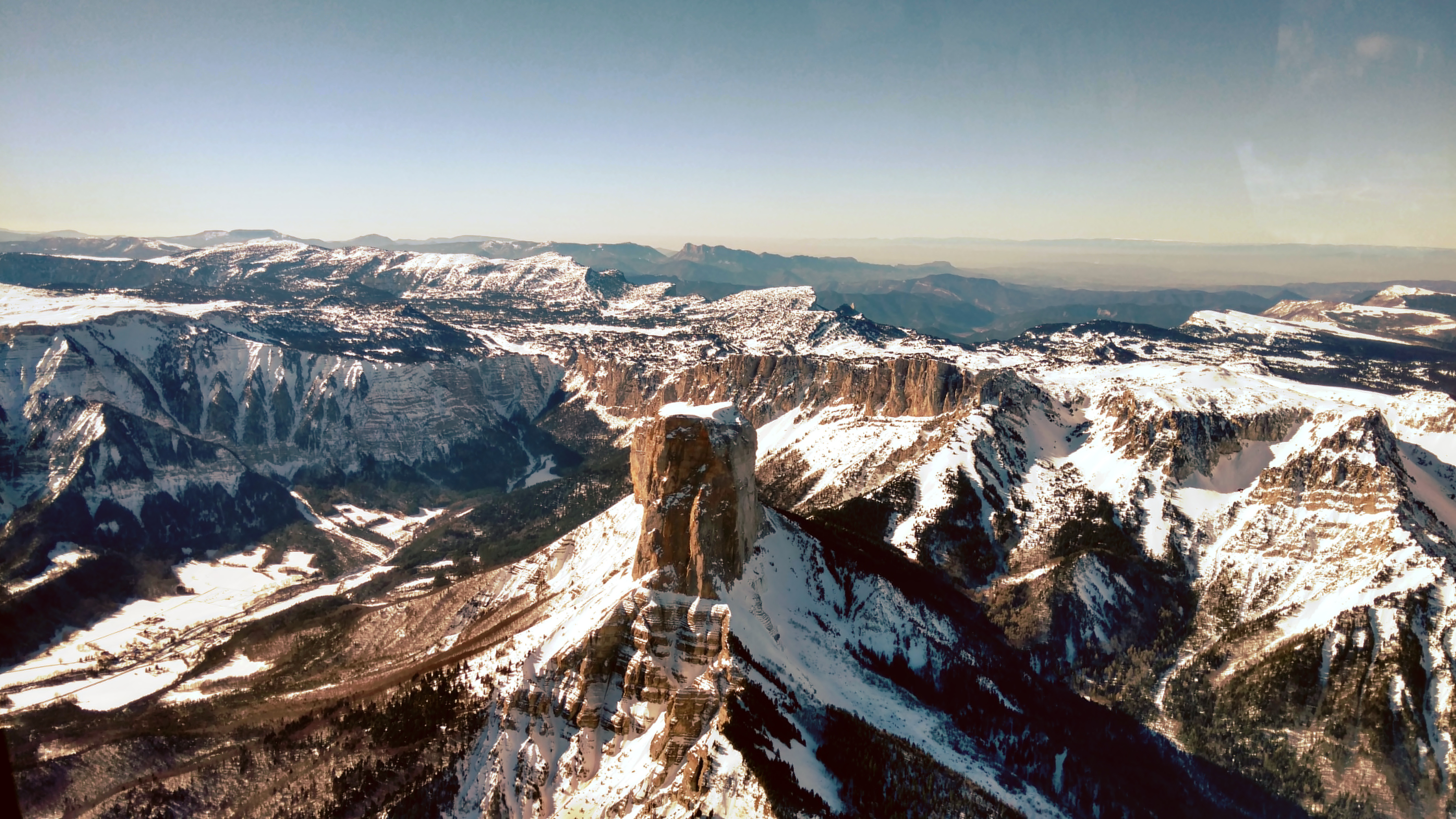
Vue de la face est.

  - les premiers contreforts du massif du Dévoluy avec la Grande Tête de l'Obiou (2 789 mètres),
  - la région naturelle de la Matheysine.
  - le massif des Écrins.
- sud-est :
  - le Grand Ferrand (2 749 mètres).
- ouest :
  - les falaises du Grand Veymont (2 341 mètres), point culminant du massif du Vercors,
  - la Grande Moucherolle (2 284 mètres).